# Eupanacra metallica
Espèce
Eupanacra metallica est une espèce de lépidoptères de la famille des Sphingidae, sous-famille des Macroglossinae, tribu des Macroglossini, sous-tribu des Macroglossina et du genre Eupanacra. 

## Description
L'envergure varie de 60 à 73 mm. L'espèce ressemble à Eupanacra sinuata, mais la couleur est plus orangée pour la face dorsale de l'aile antérieure et les lignes sur les ailes antérieures ont une trajectoire différente. La face dorsale de l'aile postérieure est moins brune et la surface de base est plus pâle. Il y a une large bande de couleur chamois sur la face supérieure de l'aile postérieure, tandis que la face ventrale de l'aile postérieure est en grande partie chamois avec des notes de brun.

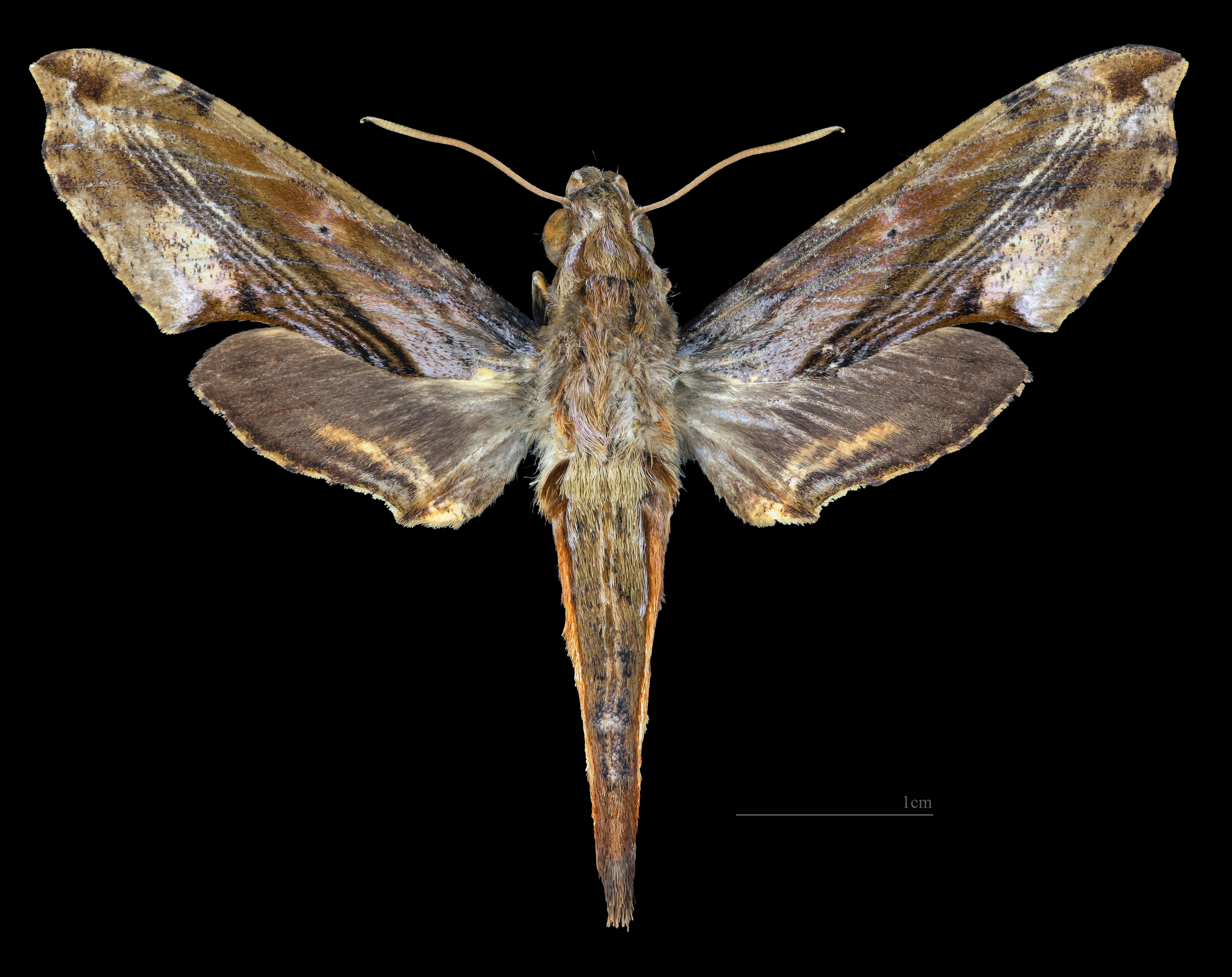
Avers de la femelle (coll.MHNT)
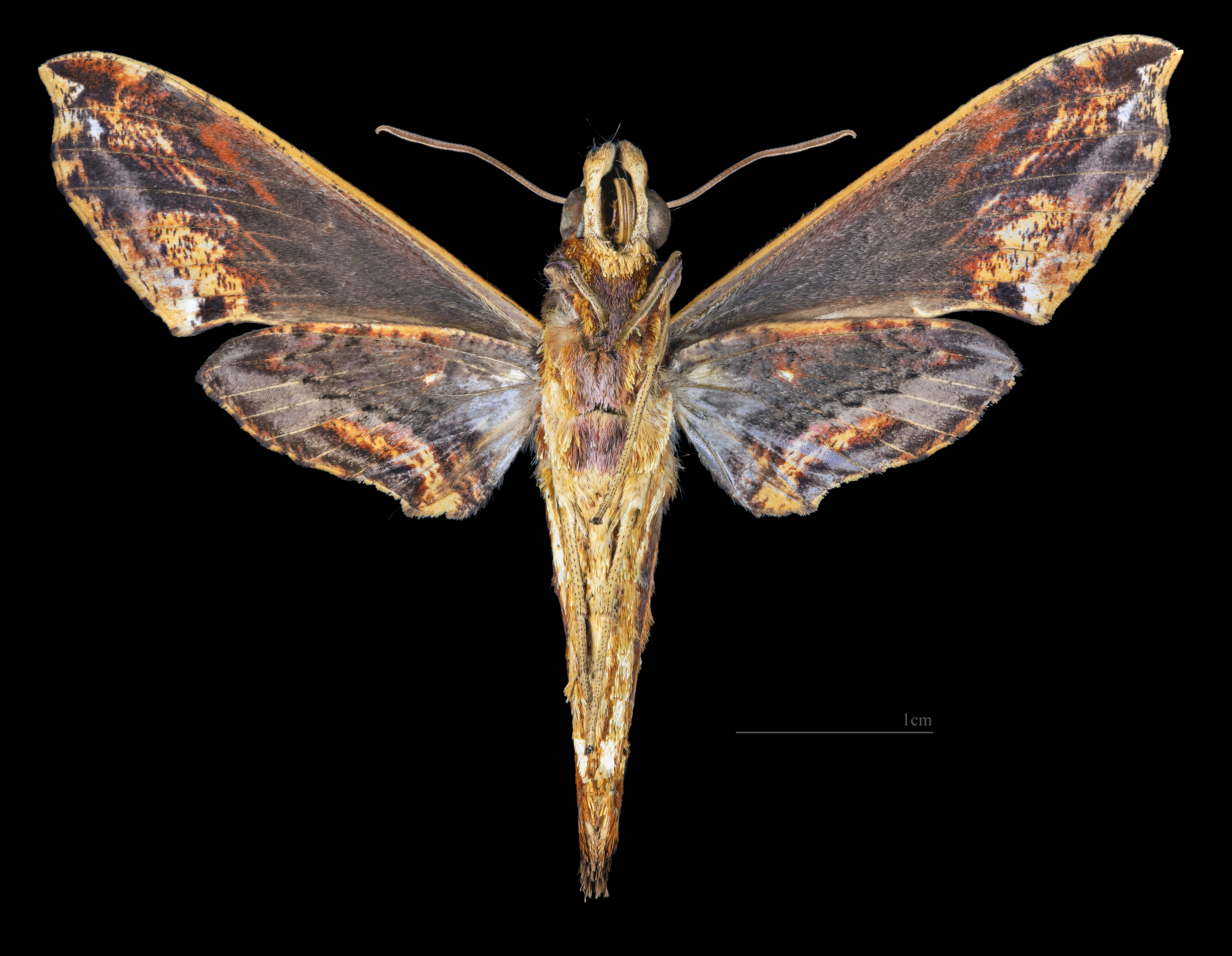
Revers de la femelle (coll.MHNT)

## Répartition et habitat
Répartition
L'espèce est connue dans le nord-ouest de l'Inde, au Népal, au Bhoutan, au Bangladesh, dans le nord de la Birmanie, et au sud-ouest de la Chine.

## Biologie
Les chenilles se nourrissent sur Arisaema tortuosum en Inde.

## Systématique
- L'espèce Eupanacra metallica a été décrite par l'entomologiste Arthur Gardiner Butler en 1875, sous le nom initial de Panacra metallica[1].

### Synonymie
- Panacra metallica Butler, 1875 Protonyme
- Panacra metallica anfracta Gehlen, 1930
- Panacra sinuata birmanica Bryk, 1944